# Пучков, Сергей Николаевич
Серге́й Никола́евич Пучко́в (род. 11 апреля 1977, Кимры, Калининская область, СССР) — российский футболист, защитник.

## Карьера
Воспитанник клуба «Спутник» («Звезда») из города Кимры, первый тренер — Евгений Алексеевич Иванов. В начале карьеры также выступал за «Энергию» из Великих Лук. Первым профессиональным клубом футболиста стала в 1998 году тверская «Волга».
В 2000 году перешёл в литовский «Атлантас», по итогам сезона стал бронзовым призёром чемпионата Литвы. В следующем сезоне команда выиграла серебряные медали чемпионата, однако Пучков сыграл только четыре матча и уже в апреле 2001 года покинул команду. Всего на счету защитника 25 матчей в чемпионате Литвы и один гол, забитый 29 июня 2000 года в ворота вильнюсской «Полонии».
В 2001 году присоединился к челнинскому КАМАЗу, выступавшему во втором дивизионе. В 2003 году вместе с командой стал победителем зоны «Урал-Поволжье» второго дивизиона. Всего в составе «КАМАЗа» сыграл более 100 матчей во втором и первом дивизионах. С мая 2005 года не выступает на профессиональном уровне.

## Достижения
- Бронзовый призёр чемпионата Литвы: 2000
- Победитель зоны «Урал-Поволжье» Второго дивизиона России: 2003
- Бронзовый призёр зоны «Урал-Поволжье» Второго дивизиона России: 2001